# Občina Rogaška Slatina
Občina Rogaška Slatina je ena od občin v Republiki Sloveniji s središčem v Rogaški Slatini, mestu, ki šteje malo manj kot polovico prebivalstva občine. Znana je po svoji mineralni vodi, toplicah in proizvodnji izdelkov iz kristalnega stekla. Prebivalci Rogaške Slatine so Slatinčani (Rogačani so prebivalci sosednjega Rogatca).

## Zgodovina
Po tem območju so se sprehajali ljudje že v času Rimljanov in Keltov, ko je mimo Lemberga in Rogatca vodila cesta iz Celeie do Petovie. V neposredni bližini vrelca Tempel so našli rimsko bronasto iglo s šestimi glavami, v bližnji Kostrivnici pa keltske kovance.
Slatinska mineralna voda je bila v pisnih virih prvič omenjena 1572, čeprav so njeno zdravilno moč poznali že pred tem. Prvi je o njej pisal alkimist Leinhardt Thurneysser iz Frankfurta v svojem delu Pison. Mednarodni sloves mineralne vode dandanes pripisujejo hrvaškemu banu Petru Zrinjskemu, ki je leta 1665 pozdravil svoja jetra s pitjem te vode.
Prva znanstvena monografija, ki podrobno opisuje njene značilnosti, je Roitschocrene nemškega zdravnika Johanna Benedicta Gründla. V delu se pojavi bakrorez z upodobitvijo grške mitološke pripovedi o nastanku izvira Hipokrene izpod kopit Pegaza, simbolično postavljen v okolje današnje Rogaške Slatine. Omenjena naslovna ilustracija je služila kot navdih za upodobitev Pegaza v aktualnem grbu občine.
Zdravilišče je bilo ustanovljeno leta 1803, ko so štajerski deželni stanovi na čelu z deželnim glavarjem grofom Attemsom odkupili zemljišče okoli vrelcev. Prvo leto je bil v zdravilišču na voljo le en zdravnik, prenočilo pa je lahko okoli 25 gostov. V tem obdobju je naraščala tudi prodaja ustekleničene mineralne vode, predvsem v okolici Slovenije.
Leta 1908 so pod vodstvom geologa in vrelčnega inšpektorja dr. Josepha Knetta našli najbolj mineralizirano vodo Donat. Zaradi visoke vrednosti magnezija ta voda pomaga pri presnovnih boleznih.
Rogaška Slatina je tekom zgodovine večkrat veljala za obmejno območje. Za časa rimskega imperija je tu potekala meja med provincama Norikom in Panonijo, za časa visokega srednjega veka je ob Sotli potekala meja Svetega rimskega cesarstva, za časa Habsburške monarhije pa je reka Sotla razmejevala deželo Štajersko in Hrvaško, za časa dualizma pa posledično mejo med Avstrijskim in Ogrskim delom države. Ob razpadu Avstro-ogrske monarhije je Sotla ostala mejna reka med Dravsko in Savsko banovino znotraj kraljevine SHS, oziroma kasneje Dravsko in Hrvaško banovino. Leta 1941 z nemškim napadom na Jugoslavijo in kasnejšo nemško zasedbo Štajerske, je Rogaška Slatina ponovno postala obmejno območje med dvema političnima tvorbama, med nacistično Nemčijo (oziroma med nemško okupacijsko cono) in NDH. Potek nemško-hrvaške meje je bil opredeljen v sporazumu o meji, ki je predvidel, da bo dokončen potek meje določila mešana hrvaško-nemška komisija. Komisija je imela svoj sedež v Rogaški Slatini, kjer se je v prostorih Hotela Štajerski dvor od konca maja do 30. oktobra 1941 sestajalo osebje obeh komisijskih delegacij. Hrvaška delegacija se je ob koncu oktobra leta 1941 preselila v Zagreb in Klanjec, nemško delegacijsko osebje, pa je še naprej ostalo v Rogaški Slatini, kjer so do 28. junija 1942 razreševali mejna vprašanja na nemško-hrvaški meji.
12. aprila 1941, kmalu po nemškem napadu na Jugoslavijo, so slatinski Nemci - volksdeutscherji - zasegli občinsko upravo in čakali na nemškega župana. 14. aprila je Herbert Miglitsch kot Ortsgruppenführer v Občinskem domu v Rogaški Slatini prevzel upravljanje občine, njegov prevzem urada pa je sovpadal s Hitlerjevim poveljem o začetku izvajanja nemške civilne uprave na zasedenih ozemljih v Sloveniji.

V zadnjih dneh vojne so se skozi Rogaško Slatino vile kolone nemške vojske in kolaboracionistične enote, ki so še vedno množično plenile in pobijale nedolžne ljudi v okolici Rogaške Slatine. Nemške policijske, žandarske, graničarske in vojaške enote so Rogaško Slatino zapustile do 7. maja 1945, med zadnjimi pa je odšel Heribert Miglitsch, ki je 8. maja pobegnil prek avstrijske meje. Istega dne je Nemčija v Berlinu brezpogojno kapitulirala.

## Lega
Rogaška Slatina leži v Spodnjem Posotelju, na vzhodnem in osrednjem delu Štajerske ter v bližini meje z Republiko Hrvaško. Njena nadmorska višina je 228 metrov, geografska lega pa je nekaj nad 46˚ severne širine in okoli 15˚ vzhodne dolžine. Površina občine je 71,5 kvadratnih kilometrov in jo obdajajo trije hribi Boč, Plešivec in Donačka gora.

## Podnebje
Podnebje na območju Rogaške Slatine je subpanonsko, blago, z januarskimi temperaturami nekaj pod ničlo (povprečna januarska temperatura za obdobje 1961-1990 znaša -1,6 ˚C, julijska pa 18,0 ˚C); jesenske temparature so dokaj visoke. Sorazmerno velike gozdne površine prispevajo k relativno toplemu in vlažnemu ozračju. Povprečna letna temperatura znaša 9,2 ˚C. Letna količina padavin je med 1000 in 1100 milimetri. Ker so padavine izdatnejše v pozni pomladi, to zelo dobro vpliva na bujno vegetacijo.

## Vegetacija
Pestra in raznolika krajina predstavlja sožitje med gozdnimi in obdelovalnimi površinami. Osojne lege so pokrite z gozdovi, kopasti grebeni in doline pa so pokrite z obdelovalnimi grebeni. V gozdovih prevladujejo listavci, predvsem bukev, kostanj, javor in hrast.

## Prebivalci
Arheološke najdbe pričajo, da je bilo širše območje Rogaške Slatine naseljeno že v prazgodovinski dobi. Občina Rogaška Slatina po zadnjem popisu prebivalstva vključuje 41 naselij z 11.237 prebivalci, ki se ukvarjajo s kmetijstvom, turizmom, kozmetiko in s steklarstvom v njej je 5685 moških in 5447 žensk.

## Turizem
Glavna predstavnika turizma sta Zdravilišče Rogaška in Terme Rogaška. Zdravilišče je bilo ustanovljeno leta 1803, ko so štajerski deželni stanovi na čelu z deželnim glavarjem grofom Attemsom odkupili zemljišče okoli vrelcev. Prvo leto je bil v zdravilišču na voljo le en zdravnik, prenočilo pa je lahko okoli 25 gostov. V tem obdobju je naraščala tudi prodaja ustekleničene mineralne vode, predvsem v okolici Slovenije. Leta 1908 so pod vodstvom geologa in vrelčnega inšpektorja dr. J. Knetta našli najbolj mineralizirano vodo Donat. Zaradi visoke vsebnosti magnezija, ta voda pomaga pri presnovnih boleznih.
V drugi polovici 19. stoletja so zasebniki v bližini Zdravilišča zgradili lastne vile, in sicer proti bližnjemu kraju Sveti križ. Nastal je kraj Rogaška Slatina, ki je bil ob koncu stoletja organiziran najprej v eno občino, nato pa v občini Rogaška Slatina in Rogaška Slatina – okolica. Za tem so zrasli še hoteli Slatina, Sava, Slovenija, Grand hotel Donat, Grand hotel Rogaška, hotel Strossmayer ter kopališče Rogaška Riviera.

## Gospodarstvo
Glavni predstavnik gospodarstva je Steklarna Rogaška. Z razmahom steklarstva po letu 1927, ko je družina Abel na obrobju kraja odprla steklarno in s tem sistematizirala lokalno glažutarstvo v industrijo. Dvajset let kasneje je začela delovati Srednja steklarska šola, ki je danes edina te vrste v Sloveniji. Od leta 2000 v njej poteka tudi program splošne gimnazije. V Steklarni je zaposlenih 1.000 delavcev, ki proizvajajo visokokvalitetne izdelke iz brušenega kristalnega stekla ter kristalina. Izdelki so poznani po vsem svetu, saj gre kar 80 % proizvodnje v izvoz. 
Druga veja gospodarstva je Kozmetika Afrodita, ki ima zaposlenih skoraj 120 ljudi različnih strok. Trenutno trži podjetje približno 300 izdelkov in oskrbuje več kot 10.000 trgovin in 5.000 kozmetičnih salonov v Sloveniji in tujini, in sicer v Evropi in Aziji.
Tretji predstavnik je kmetijska dejavnost, ki ga sestavljajo mali in le nekaj velikih kmetov. Kmetijskih površin je 2.422,6 hektarjev in jih v večini uporabljajo za poljedelstvo in živinorejo.

## Šolstvo
V Rogaški so tri osnovne šole ter srednja šola. Prvi dve osnovni šoli imata normalen program, tretja pa ima program za otroke s posebnimi potrebami. V srednji šoli imajo programe: splošna gimnazija, športna gimnazija, tehnik optik, tehnik steklar in steklar. V občini se nahaja tudi Ljudska univerza Rogaška Slatina, ki je z izobraževalnimi programi in drugimi dejavnostmi na območju Obsotelja in Kozjanskega prisotna že 50 let.

## Pomembne stavbe
Pomembne stavbe so občinska stavba, kjer županuje Branko Kidrič, dom upokojencev Pegazov dom, Grand hotel s Kristalno dvorano, Grafični muzej, Kulturni center, Anin dvor, Terapija, ki je namenjena zdravstvu – odkrivanju raznih bolezenskih stanj in zdravljenju teh.

## Naselja v občini
Brestovec, Brezje pri Podplatu, Cerovec pod Bočem, Ceste, Čača vas, Drevenik, Gabrce, Gabrovec pri Kostrivnici, Gradiški Dol, Irje, Kačji Dol, Kamence, Kamna Gorca, Male Rodne, Nimno, Plat, Podplat, Podturn, Pristavica, Prnek, Rajnkovec, Ratanska vas, Rjavica, Rogaška Slatina, Spodnja Kostrivnica, Spodnje Negonje, Spodnje Sečovo, Spodnji Gabrnik, Strmec pri Svetem Florijanu, Sveti Florijan, Tekačevo, Topole, Tržišče, Tuncovec, Velike Rodne, Vinec, Zagaj pod Bočem, Zgornja Kostrivnica, Zgornje Negonje, Zgornje Sečovo, Zgornji Gabrnik.

## Krajevne skupnosti
Občina Rogaška Slatina je razdeljena na tri krajevne skupnosti:
- Mestna Krajevna skupnost Rogaška Slatina (vključuje območja: mesto Rogaška Slatina (55 ulic in trgov) ter naselja: Brestovec, Cerovec pod Bočem, Ceste, Gaberce, Gradiški dol, Irje, Kačji dol, Kamence, Male Rodne, Nimno, Plat, Pristavica, Prnek, Rajnkovec, Ratanska)
- Krajevna skupnost Kostrivnica (vključuje naselja: Brezje pri Podplatu, Čača vas, Drevenik, Gabrovec pri Kostrivnici, Kamna Gorca, Podplat, Podturn, Spodnja Kostrivnica, Spodnji Gabernik, Zagaj pod Bočem, Zgornja Kostrivnica in Zgornji Gabernik)
- Krajevna skupnost Sv. Florijan (vključuje naselji: Strmec pri Sv. Florijanu in Sv. Florijan)

## Statistični pregled
Občina Rogaška Slatina je bila ustanovljena ob teritorialnem preoblikovanju komun 3. 10. 1994. Nastala je iz takratne komune Šmarje pri Jelšah, ki se je preoblikovala v naslednjih pet manjših samostojnih občin: Kozje, Podčetrtek, Rogaška Slatina, Rogatec in Šmarje pri Jelšah. Komuna Šmarje pri Jelšah je pred preoblikovanjem štela 188 naselij in 32.429 prebivalcev in je obsegala 400,1 km2 ozemlja. Od tega je občini Rogaška Slatina pripadlo 41 (tj. 22 %) naselij, 10.780 (tj. 33 %) prebivalcev in 51,5 km2 (tj. 18 %) ozemlja.
Naselje Ločen Dol (s 165 prebivalci) je bilo že leta 1979 v celoti priključeno naselju Rogaška Slatina. Naselju Rogaška
Slatina so bili v tem letu priključeni še deli ozemlja naselij Tržišče (zmanjšano po številu prebivalstva za 78 %), Ratanska vas (85 %), Tekačevo (25 %), Spodnje Sečovo (5 %), Prnek (22 %) in Rjavica. Tako se je naselje Rogaška Slatina administrativno povečalo za 1.067 prebivalcev.
V obravnavanem obdobju so štiri naselja dobila nova imena: Stojno selo je bilo preimenovano v Sveti Florijan (leta 1993), Strmec pri Rogatcu je bil preimenovan v Strmec pri Svetem Florijanu (leta 1993), Spodnji Gabrnik je bil preimenovan v Spodnji Gabernik (leta 2002) in Zgornji Gabrnik je bil preimenovan v Zgornji Gabernik (leta 2002).
Leta 1993 je bil del naselja Strmec pri Rogatcu (z 200 prebivalci) priključen naselju Stojno selo. Zaradi te spremembe se je
administrativno »preselilo« okoli 30 oseb. Naselje Rogaška Slatina se je leta 2002 po številu prebivalstva administrativno povečalo, in sicer za (okoli) 115 oseb. Manjši deli ozemlja naselij Tržišče (zmanjšano za (okoli) 15 oseb), Tekačevo (20) in Ratanska vas (50) so bili ponovno priključeni naselju Rogaška Slatina, na novo pa še del naselja Spodnje Negonje (30).